# 寧遠呉氏
寧遠呉氏（ヨンウォノし、朝鮮語: 영원오씨）は、朝鮮の氏族の一つ。本貫は平安南道寧遠郡である。2015年調査では、5人未満である。
始祖は新羅智証王代に中国から新羅に渡来した呉瞻を先祖に持つ慶尚道迎日縣出身の呉思忠である。呉思忠は寧遠郡に移住し、寧遠呉氏を創始した。